# Barleria robertsoniae
Barleria robertsoniae är en akantusväxtart som beskrevs av I.Darbysh.. Barleria robertsoniae ingår i släktet Barleria och familjen akantusväxter. Inga underarter finns listade i Catalogue of Life.